# Roussennac

Roussennac este o comună în departamentul Aveyron din sudul Franței. În 1 ianuarie 2022 avea o populație de 618 de locuitori.